# Le Roi de l'évasion
Pour plus de détails, voir Fiche technique et Distribution.
Le Roi de l'évasion est un film français réalisé par Alain Guiraudie en 2008, sorti en 2009.

## Synopsis
Armand Lacourtade, homosexuel célibataire de 43 ans qui vend efficacement du matériel agricole grâce à ses charmes n’apprécie plus sa vie. Lorsqu'il croise la route de Curly, une adolescente folle de lui, il remet en question son homosexualité. Cet amour qui va à l'encontre des conventions sociales leur vaut d'être traqués par tous. Ce couple improbable pourra-t-il vivre son amour longtemps de cette façon,, ?

## Fiche technique
- Titre : Le Roi de l'évasion
- Réalisation : Alain Guiraudie
- Scénario : Alain Guiraudie, Laurent Lunetta, Frédérique Moreau
- Production : Les Films du Worso
- Image : Sabine Lancelin
- Son : Xavier Griette
- Décor : Didier Pons
- Costume : Roy Genty
- Maquillage : Nathalie Tabareau Vieuille
- Musique : Xavier Boussiron
- Montage : Bénédicte Brunet et Yann Dedet
- Directeur de production : Thomas Santucci
- Société de production : Les Films du Worso, en association avec Cofinova 4
- Tournage : 2008[5]
- Pays :  France
- Durée : 93 minutes
- Date de sortie : France - 15 juillet 2009

## Distribution
- Ludovic Berthillot : Armand Lacourtade
- Hafsia Herzi : Curly Durandot, 16 ans
- Pierre Laur : Robert Rapaille
- Luc Palun : Daniel Durandot, le père de Curly
- François Clavier : le commissaire
- Pascal Aubert : Paul, le patron d'Armand
- Jean Toscan : Jean
- Georges Vaur : le vieux garagiste
- Mauricette Gourdon : Mme Rapaille, la mère de Robert
- Bruno Valayer : Jean-Jacques
- Jeanine Canezin : Marinette
- Jean-Pierre Rouane : le patron du bar
- Melha Bossard : Mme Durandot
- Fabrice Poulain : un policier
- Frédéric Felder : un policier
- Nicolas Robin : le jeune
- Thomas Santucci : l'adjoint au commissaire
- Lucile Barbier
- Yves Palanque
- Amin Boudina
- Frédéric Mal
- Mathieu Garcia
- Robert Evrard
- Toni Thémiot
- Baptiste Jossien

## Distinctions
- Prix de l'Âge d'or 2009